# トンガの国旗
トンガの国旗は1875年に制定されている。
国旗の原型は1862年国王ジョージ・ツポウ1世の勅命により王太子と牧師シャーリー・ベーカーにより考案された。王室および大半の国民はプロテスタントのメソジスト派に帰依しており、キリストの血の色である赤で十字架を現していた。のちの1864年に制定された赤十字旗がスイスの国旗と酷似していたため変更を余儀なくされ、1875年に現在の国旗が制定された。左上に赤十字を擁するカントン旗である。
赤い十字架は信仰を、白は純潔を、赤地はキリストの聖なる血を表している。

軍艦旗
王室旗
首相旗
陸軍旗
?現在の国旗（縦横比2:3の別タイプ）

## 歴史

トンガタプ島の旗（1858-1862年）
1862年-1866年の国旗
1862年-1875年の王室旗